# Oxford History of the United States
L'Oxford History of the United States (1982-2017) est une collection d'histoire des États-Unis publiée par les éditions Oxford University Press.

## Les volumes de la collection
| Volume | Auteur             | Titre                                                                                                   | Date             | Pages | ISBN                  | Prix                          |
| ------ | ------------------ | --- | ---------------- | ----- | --------------------- | ----------------------------- |
| 1      | Peter Mancall      | American Origins                                                                                        | 2017             |       |                       |                               |
| 3      | Robert Middlekauff | The Glorious Cause: The American Revolution, 1763-1789                                                  | 1982, rééd. 2005 | 760   | (ISBN 978-0195162479) |                               |
| 4      | Gordon S. Wood     | Empire of Liberty: A History of the Early Republic, 1789-1815                                           | 2009             | 800   | (ISBN 978-0195039146) |                               |
| 5      | Daniel Walker Howe | What Hath God Wrought: The Transformation of America, 1815-1848                                         | 2007             | 928   | (ISBN 978-0195078947) | Prix Pulitzer d'histoire 2008 |
| 6      | James M. McPherson | Battle Cry of Freedom: The Civil War Era                                                                | 1988             | 904   | (ISBN 978-0195038637) | Prix Pulitzer d'histoire 1989 |
| 7      | Richard White      | The Republic for Which It Stands: The United States during Reconstruction and the Gilded Age, 1865-1896 | 2017             | 928   | (ISBN 978-0199735815) |                               |
| 8      | Bruce Schulman     | Are We A Nation: The Birth of Modern America, 1896-1929                                                 |                  |       | (ISBN 978-0195156362) |                               |
| 9      | David M. Kennedy   | Freedom from Fear: The American People in Depression and War, 1929-1945                                 | 1999             | 990   | (ISBN 978-0195038347) | Prix Pulitzer d'histoire 2000 |
| 10     | James T. Patterson | Grand Expectations: The United States, 1945-1974                                                        | 1996             | 880   | (ISBN 978-0195076806) | prix Bancroft 1997            |
| 11     | James T. Patterson | Restless Giant: The United States from Watergate to Bush v. Gore                                        | 2005             | 448   | (ISBN 978-0195122169) |                               |
| 12     | George C. Herring  | From Colony to Superpower: U.S. Foreign Relations Since 1776                                            | 2008, rééd. 2017 | 1056  | (ISBN 978-0195078220) |                               |

## Histoire de la collection
Le projet de collection est initié dans les années 1950 par les historiens C. Vann Woodward et Richard Hofstadter. Il s'agissait d'envisager l'histoire des États-unis, sous ses aspects politiques, sociaux et culturels, en s'adressant à un large public,.
Le premier volume publié dans la collection est celui de Robert Middlekauff, The Glorious Cause: The American Revolution, 1763-1789,  en 1982.
Après la mort de Woodward en 1999, David M. Kennedy a repris la direction de la collection.

## Réception et critiques
Trois livres de la collection ont reçu le prix Pulitzer d'histoire, Battle Cry of Freedom, de McPherson, Freedom from Fear, de David M. Kennedy et What Hath God Wrought de Howe. Grand Expectations, de Patterson, a reçu en 1997 le prix Bancroft d'histoire américaine, et Freedom from Fear a également reçu le prix Francis Parkman (2000).
La collection a également reçu des critiques négatives, notamment de Benjamin Schwarz : le rédacteur en chef de la revue littéraire The Atlantic, a exprimé en 2006 son sentiment que plusieurs titres de la collection étaient prétentieux et intellectuellement insuffisants et estimait que les volumes 9 à 11 n'étaient pas du niveau de l'autre projet des éditions Oxford University Press, la New Oxford History of England. Schwarz a cependant expressément exonéré les ouvrages de McPherson et de Middlekauff de ses critiques.

## Histoire des États-Unis aux éditions Oxford University Press
En 1927, les éditions Oxford University Press avaient déjà publié deux volumes d'histoire des États-unis, l'un de Samuel Eliot Morison, intitulé The Oxford History of the United States, 1783-1917 et le second du même auteur co-écrit avec Henry Steele Commager, intitulé The Growth of the American Republic.